# کی‌استون ایکس‌او-۱۵
کی‌استون ایکس‌او-۱۵ (به انگلیسی: Keystone_XO-15) یک هواگرد ملخ‌پیشین تک‌موتوره از نوع Observation aircraft ساخت شرکت Keystone Aircraft Corporation است. هواگرد کی‌استون ایکس‌او-۱۵ نخستین پروازش را در ۱۹۳۰ میلادی انجام داد.